# ASD Nocerina 1910
Associazione Sportiva Dilettantistica Nocerina Calcio 1910, zkráceně jen Nocerina je italský fotbalový klub hrající v sezóně 2024/25 ve 4. italské fotbalové lize sídlící ve městě Nocera Inferiore v regionu Kampánie.

## Změny názvu klubu
- 1910/11 – 1972/73 – AG Nocerina (Associazione Giovanile Nocerina)
- 1973/74 – 1987/88 – AC Nocerina (Associazione Calcio Nocerina)
- 1988/89 – 1999/00 – US Nocerina (Unione Sportiva Nocerina)
- 2000/01 – 2009/10 – AG Nocerina 1910 (Associazione Giovanile Nocerina 1910)
- 2010/11 – 2014/15 – ASG Nocerina (Associazione Sportiva Giovanile Nocerina)
- 2015/16 – Città di Nocera 1910 (Città di Nocera 1910)
- 2016/17 – ASD Nocerina 1910 (Associazione Sportiva Dilettantistica Nocerina 1910)

## Získané trofeje

### Vyhrané domácí soutěže
- 3. italská liga ( 3× )

1946/47, 1977/78, 2010/11
- 4. italská liga ( 3× )

1972/73, 1985/86, 1994/95
- 5. italská liga ( 2× )

1961/62, 2015/16

## Účast v ligách
| Úroveň soutěže | Název soutěže (nynější název) | První hraná sezona | Poslední hraná sezona | celkem odehraných sezon |
| -------------- | ----------------------------- | ------------------ | --------------------- | ----------------------- |
| 2              | Serie B                       | 1947/48            | 2011/12               | 3                       |
| 3              | Serie C                       | 1927/28            | 2013/14               | 29                      |
| 4              | Serie D                       | 1950/51            | 2024/25               | 33                      |
| 5              | Eccellenza                    | 1954/55            | 2015/16               | 13                      |

## Trenéři

### Známí trenéři v klubu
- Ernő Erbstein (1929–1930)
- Giuseppe Cavanna (1950–1951)
- Francisco Lojacono (1983–1984)
- Luigi Delneri (1994–1996)
- Bruno Giordano (1999–2000)
- Pietro Paolo Virdis (2002)